# Marcin Ociepa
Marcin Michał Ociepa (ur. 21 października 1984 w Opolu) – polski polityk, samorządowiec i politolog. W latach 2014–2018 przewodniczący rady miejskiej w Opolu, poseł na Sejm IX i X kadencji, wiceprezes Polski Razem (2015–2017) i Porozumienia (2017–2021), od 2021 prezes stowarzyszenia OdNowa RP. W latach 2018–2019 podsekretarz stanu, a w 2019 sekretarz stanu w Ministerstwie Przedsiębiorczości i Technologii, w 2019 sekretarz stanu w Ministerstwie Rozwoju, w latach 2019–2023 sekretarz stanu w Ministerstwie Obrony Narodowej.

## Życiorys
Ukończył studia politologiczne na Uniwersytecie Opolskim o specjalności europejskiej. Pracował jako nauczyciel akademicki w Katedrze Studiów Regionalnych Instytutu Politologii Uniwersytetu Opolskiego i na Politechnice Opolskiej. Uczestnik International Visitor Leadership Program prowadzonego przez Departament Stanu USA. Odbył studia podyplomowe Master of Business Administration (Wyższa Szkoła Biznesu w Dąbrowie Górniczej) oraz Master of Public Administration (w ramach programu Top Public Executive realizowanego przez Krajową Szkołę Administracji Publicznej oraz IESE Business School).
W 2002 przystąpił do stowarzyszenia Młodzi Konserwatyści, był jego przewodniczącym w Opolu. W latach 2005–2009 koordynował kampanię na rzecz wprowadzenia w mieście rad dzielnic. W 2006 w wyborach do rady Opola otwierał listę lokalnego Chrześcijańskiego Bloku Samorządowego, który nie uzyskał mandatów. W 2007 współpracował z Prawicą Rzeczypospolitej w okresie powstawania partii. Od 2007 do 2009 był dyrektorem biura europosła Konrada Szymańskiego, a od 2007 do 2010 także kierował biurem posłanki Leny Dąbkowskiej-Cichockiej. W 2009 został koordynatorem projektu „Obywatelski Projekt Strategii Rozwoju Miasta Opola – Opole 2050”. Pracował jako dyrektor Instytutu Spraw Zagranicznych w Opolu i prezes szkoły liderów Collegium Nobilium Opoliense. Został członkiem Europejskiego Komitetu Regionów. W 2010 wsparł w wyborach prezydenckich Marka Jurka.
W 2010 wybrany do rady miejskiej w Opolu z listy komitetu „Razem dla Opola” (z poparciem kierowanego przez siebie lokalnego Stowarzyszenia Ludzi Aktywnych „Horyzonty”, którego w 2005 był założycielem). Objął następnie funkcję wiceprzewodniczącego rady miasta. W tym samym roku współtworzył partię Polska Jest Najważniejsza, a w 2011 otwierał jej listę do Sejmu (ugrupowanie nie uzyskało mandatów). W wyniku decyzji o rozwiązaniu PJN w 2013 współtworzył Polskę Razem, w której objął przewodnictwo struktur w województwie opolskim.
W wyborach samorządowych w 2014 kandydował z ramienia „Razem dla Opola” na stanowisko prezydenta miasta (z poparciem m.in. PiS). W pierwszej turze zdobył 22,13% poparcia, dzięki czemu trafił do drugiej tury. Uzyskał w niej 32,14% głosów, przegrywając z Arkadiuszem Wiśniewskim. Utrzymał natomiast mandat radnego i w tej kadencji objął stanowisko przewodniczącego rady miejskiej. W kwietniu 2015 został wiceprezesem Polski Razem i z jej rekomendacji w tym samym roku kandydował z ramienia komitetu PiS do Senatu (poparł go również Kukiz’15), uzyskując 26,60% poparcia i zajmując 2. miejsce spośród ośmiu kandydatów. Po przekształceniu w listopadzie 2017 Polski Razem w Porozumienie, pozostał jednym z wiceprezesów tej partii, a także stanął na czele jej struktur w okręgu opolskim.
22 lutego 2018 powołany na stanowisko podsekretarza stanu w Ministerstwie Przedsiębiorczości i Technologii, odpowiedzialnego za sprawy europejskie. Pozostał na stanowisku przewodniczącego rady miasta. W tym samym roku z listy PiS, jako kandydat Porozumienia, uzyskał mandat radnego sejmiku opolskiego VI kadencji. Wszedł także w skład rady Narodowego Centrum Badań i Rozwoju. 4 czerwca 2019 awansował ze stanowiska podsekretarza stanu na funkcję sekretarza stanu w MPiT.
W wyborach parlamentarnych w tym samym roku został wybrany na posła IX kadencji, otrzymując 16 066 głosów. W listopadzie 2019, po przekształceniach w strukturze ministerstw, przeszedł na funkcję sekretarza stanu w Ministerstwie Rozwoju. W grudniu 2019 powołany na tożsame stanowisko w Ministerstwie Obrony Narodowej. 11 sierpnia 2021 ogłosił swoją dymisję z funkcji wiceministra obrony w związku z zapowiedzią odwołania z rządu Jarosława Gowina (premier dymisji tej nie przyjął). Tego samego dnia złożył rezygnację z członkostwa w Porozumieniu. Również w 2021 został przewodniczącym Parlamentarnego Zespołu ds. Bezpieczeństwa i Rozwoju „Polska OdNowa” zawiązanego przez parlamentarzystów dotąd związanych z Porozumieniem, a także prezesem utworzonego przez to środowisko stowarzyszenia OdNowa Rzeczypospolitej Polskiej.
W wyborach w 2023 z powodzeniem ubiegał się o poselską reelekcję (z wynikiem 40 418 głosów). W grudniu tego samego roku zakończył pełnienie funkcji wiceministra.

## Życie prywatne
Deklaruje znajomość języka angielskiego i francuskiego. Podharcmistrz Związku Harcerstwa Rzeczypospolitej. Żonaty z Aleksandrą Leszczyńską-Ociepą.

## Odznaczenia
- Srebrny Krzyż Zasługi (2017)[32]
- Złoty Medal „Za Zasługi dla Pożarnictwa”[33]
- Srebrna odznaka honorowa „Zasłużony Honorowy Dawca Krwi” II stopnia[34]
- Odznaka „Za Zasługi dla Związku Kombatantów RP i Byłych Więźniów Politycznych”[2]

## Publikacje
- Wolność i solidarność. Esej o Polsce, czyli Europie, Collegium Nobilium Opoliense, Opole 2024.